# Bourreria pauciflora
Bourreria pauciflora är en strävbladig växtart som beskrevs av O. E. Schulz. Bourreria pauciflora ingår i släktet Bourreria och familjen strävbladiga växter. Inga underarter finns listade i Catalogue of Life.